# Nýtovací matice
Nýtovací matice je druh nenormovaného spojovacího materiálu, určen pro vytvoření pevného vnitřního závitu převážně v tenkých materiálech (Plechu, laminátu, plexiskle, skle atd.).
Ukotvení nýtovací matice v nosném materiálu se provádí deformací, tedy nýtováním. Nýtování je prováděno ručním, pneumatickým, hydraulickým nebo elektrickým nářadím.

## Materiál
Převážně jde o dobře deformovatelné slitiny s různou povrchovou úpravou, zabraňující korozi.
Nejdůležitějšími materiály jsou
- ocel, pozinkovaná
- ocel, nerezavějící
- slitiny hliníku
- mosaz
- monel

## Výhody
Jde o neztratné spojení matice a výrobku. Proces ukotvení probíhá bez působení tepla a bez působení elektrického oblouku, výborná opakovatelnost, malá spotřeba pracovního fondu, velká produktivita práce.

## Nevýhody
Cena je zpravidla vyšší než cena obyčejné matice, při poškození závitu je také obtížnější odstranění matice.